# Lijst van beschermd erfgoed in Malmedy
Onderstaande tabel geeft een overzicht van de beschermde erfgoederen in de gemeente Malmedy. Het beschermd erfgoed maakt deel uit van het cultureel erfgoed in België.
| Object | Bouwjaar/architect | Deelgemeente          | Adres                  | Coördinaten                  | Nummer?                | Afbeelding |
| --- | ------------------ | --------------------- | ---------------------- | ---------------------------- | ---------------------- | --- |
| Kloostergebouwen van de voormalige Abdij van Malmedy, thans bibliotheek en museum (M)                                                  |                    | Malmedy               | Place du Châtelet      | 50° 25' 41" NB, 6° 1' 38" OL | 63049-CLT-0001-01 Info | Kloostergebouwen van de voormalige Abdij van Malmedy, thans bibliotheek en museum (M)                                                 |
| Kapel van de Wederopstanding (M) | 1755               | Malmedy               | Place du Pont Neuf     | 50° 25' 31" NB, 6° 2' 0" OL  | 63049-CLT-0002-01 Info | Kapel van de Wederopstanding (M) |
| Zes beuken van de open plek van het bos van Fagne de Longlou (S)                                                                       |                    | Bévercé               |                        | 50° 29' 8" NB, 6° 1' 30" OL  | 63049-CLT-0003-01 Info | Zes beuken van de open plek van het bos van Fagne de Longlou (S)                                                                      |
| Obelisk (M) | 1781               | Malmedy               | Place Albert Ier       | 50° 25' 32" NB, 6° 1' 44" OL | 63049-CLT-0004-01 Info | Obelisk (M) |
| Holle weg (S) |                    | Malmedy               | Monbijou               | 50° 25' 22" NB, 6° 2' 35" OL | 63049-CLT-0005-01 Info | |
| Voormalige abdijkerk, thans Kathedraal Saints-Pierre-et-Paul et Saint-Quirin (M)                                                       | 1776-1782          | Malmedy               | Place du Châtelet      | 50° 25' 37" NB, 6° 1' 40" OL | 63049-CLT-0006-01 Info | Voormalige abdijkerk, thans Kathedraal Saints-Pierre-et-Paul et Saint-Quirin (M)                                                      |
| Huis Cavens (M) |                    | Malmedy               | Place de Rome 15-16-17 | 50° 25' 34" NB, 6° 1' 30" OL | 63049-CLT-0009-01 Info | Huis Cavens (M) |
| Kerk Saint-Aubin (M) ensemble van de kerk, kerkhof en kerkhofmuur (S)                                                                  |                    | Bellevaux-Ligneuville | Bellevaux              | 50° 23' 30" NB, 6° 0' 43" OL | 63049-CLT-0010-01 Info | Kerk Saint-Aubin (M) ensemble van de kerk, kerkhof en kerkhofmuur (S)                                                                 |
| Huis Maraite (M) |                    | Bellevaux-Ligneuville | Bellevaux, nr. 11      | 50° 23' 26" NB, 6° 0' 29" OL | 63049-CLT-0011-01 Info | Huis Maraite (M) |
| Eeuwenoude eik genaamd "Lu Tchâne à Tchâne" (S)                                                                                        |                    | Bévercé               | Longfaye               | 50° 28' 54" NB, 6° 4' 44" OL | 63049-CLT-0012-01 Info | Eeuwenoude eik genaamd "Lu Tchâne à Tchâne" (S)                                                                                       |
| Kapel Saint Hubert (M) |                    | Bellevaux-Ligneuville | Pont                   | 50° 21' 59" NB, 6° 2' 17" OL | 63049-CLT-0013-01 Info | Kapel Saint Hubert (M) |
| Ensemble van de kapel Saint Hubert en haar omgeving (S)                                                                                |                    | Bellevaux-Ligneuville | Pont                   | 50° 21' 60" NB, 6° 2' 15" OL | 63049-CLT-0014-01 Info | |
| Bosje van jeneverbesstruiken (S) |                    | Bévercé               | Les Planeresses        | 50° 28' 52" NB, 6° 4' 50" OL | 63049-CLT-0016-01 Info | Bosje van jeneverbesstruiken (S) |
| Kluizenarij van Bernister (M) ensemble van de kluizenarij en de omgeving (S)                                                           |                    | Bévercé               | Chemin de Chaumont 15  | 50° 26' 29" NB, 6° 1' 29" OL | 63049-CLT-0018-01 Info | Kluizenarij van Bernister (M) ensemble van de kluizenarij en de omgeving (S)                                                          |
| Kapucijnenkapel of Sint-Franciscuskapel (M)                                                                                            | 1623-1626          | Malmedy               | ruelle des Capucins    | 50° 25' 29" NB, 6° 1' 50" OL | 63049-CLT-0019-01 Info | |
| De rotsen van Warche (S) |                    | Bellevaux-Ligneuville | Bellevaux              | 50° 23' 16" NB, 5° 59' 4" OL | 63049-CLT-0020-01 Info | De rotsen van Warche (S) |
| Huis Villers met bijgebouwen (M) ensemble van de gebouwen en de tuin (S) Huis zonder achtergevel en bijgebouw op de binnenplaats (PEX) | 1724               | Malmedy               | Cheminrue 11           | 50° 25' 30" NB, 6° 1' 40" OL | 63049-CLT-0021-01 Info | Huis Villers met bijgebouwen (M) ensemble van de gebouwen en de tuin (S)Huis zonder achtergevel en bijgebouw op de binnenplaats (PEX) |
| Kapel Notre Dame des Malades, voorheen Sainte-Marie-Madeleine (M)                                                                      |                    | Malmedy               | Rue de la Chapelle     | 50° 25' 31" NB, 6° 1' 19" OL | 63049-CLT-0024-01 Info | Kapel Notre Dame des Malades, voorheen Sainte-Marie-Madeleine (M)                                                                     |
| Vindplaats van stekende wolfsklauw (S)                                                                                                 |                    | Bellevaux-Ligneuville | Montenau               | 50° 22' 24" NB, 6° 5' 28" OL | 63049-CLT-0026-01 Info | |
| Halle van Grètèdar (M) |                    | Malmedy               | Rue de Grétedar n° 8   | 50° 25' 35" NB, 6° 1' 51" OL | 63049-CLT-0028-01 Info | Halle van Grètèdar (M) |
| Kapel Fischbach |                    | Bevercé               |                        | 50° 31' 6" NB, 6° 3' 47" OL  | 63049-CLT-0030-01 Info | Kapel Fischbach |
| Ensemble van verschillende historische getuigen en omgeving op het grondgebied van de gemeentes Jalhay, Baelen, Waimes en Malmédy (S)  |                    |                       |                        | 50° 31' 32" NB, 6° 2' 39" OL | 63049-CLT-0031-01 Info | |
| Ensemble van het kasteel van Reinhardstein en de vallei van de Warche (S)                                                              |                    | Bévercé               |                        | 50° 26' 52" NB, 6° 4' 47" OL | 63049-CLT-0032-01 Info | Ensemble van het kasteel van Reinhardstein en de vallei van de Warche (S)                                                             |